# برواش لندینگ
برواش لندینگ (به انگلیسی: Burwash Landing) یک منطقهٔ مسکونی در کانادا است که در یوکان واقع شده‌است. برواش لندینگ ۷۲ نفر جمعیت دارد و ۸۰۶٫۲۱ متر بالاتر از سطح دریا واقع شده‌است.